# Peter Williams (coureur)

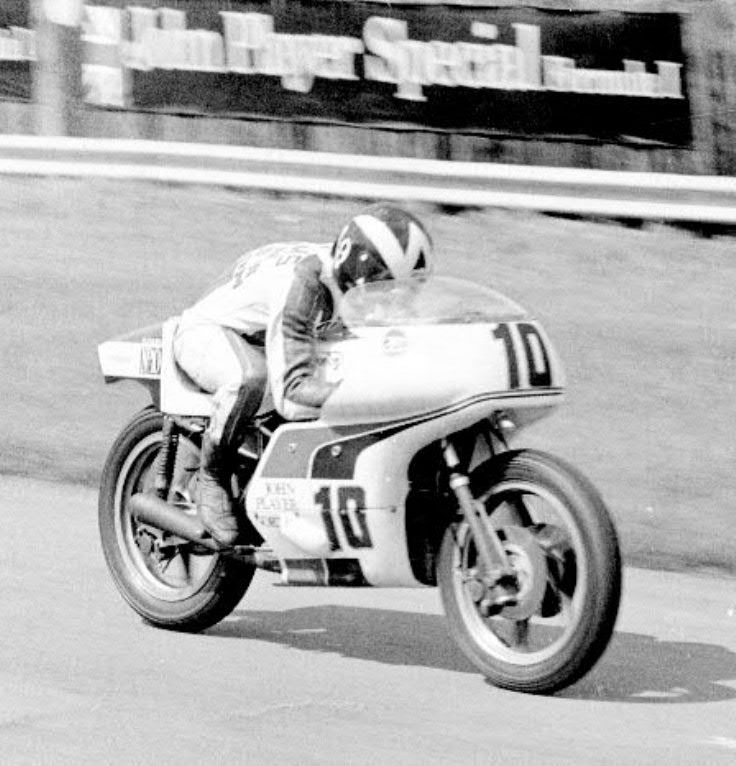
Peter Williams op een Norton in 1974.

Peter John Williams (27 augustus 1939 - 20 december 2020) was een Brits motorcoureur. Hij is eenmalig Grand Prix-winnaar in het wereldkampioenschap wegrace.

## Carrière
Williams begon zijn motorsportcarrière in 1964 in Groot-Brittannië. Dat jaar won hij de 250 cc-klasse van de Thruxton 500 op een AJS. Ook debuteerde hij dat jaar in de Manx Grand Prix op een Norton. In 1965 reed hij in deze race in de Senior-klasse op een Norton Dunstall, waarin hij met mechanische problemen uitviel. Wel werd hij derde in de Lightweight 250 cc-klasse.
Vanaf 1966 reed Williams enkele races van het wereldkampioenschap wegrace. Hij debuteerde in de 500 cc-klasse tijdens de Ulster Grand Prix en werd hierin op een Matchless zesde. In diezelfde klasse behaalde hij een podium in de Grand Prix der Naties, terwijl hij in de 350 cc-klasse in de Isle of Man TT eveneens een podiumplaats behaalde op een AJS. Verder won hij dat jaar de 500 cc-race van de North West 200 en werd hij in hetzelfde evenement tweede in de 250 cc-klasse.
In 1967 kende Williams voor Matchless zijn beste WK-seizoen. Met 16 punten, die hij behaalde met podiumplaatsen in de eerste drie races in de Grand Prix van Duitsland, de Isle of Man TT en de TT van Assen, werd hij achter Giacomo Agostini, Mike Hailwood en John Hartle vierde in de eindstand. In 1968 werd hij zesde in deze klasse, met onder meer een podiumplaats in Duitsland. In 1969 ging hij aan de slag voor Norton, voor wie hij zich bezig ging houden met de remmen. Daarnaast reed hij voor Matchless in de 500 cc-race in Assen, waarin hij tweede werd. In 1970 behaalde hij een podiumplaats in de 500 cc-race van de Isle of Man TT.
1971 was een bijzonder seizoen voor Williams, aangezien hij zijn enige WK-races reed op een motorfiets die niet van Britse makelij was; in plaats hiervan kwam hij in de 250 cc- en 350 cc-klasses uit op een MZ. In de 350 cc behaalde hij voor hen zijn enige Grand Prix-zege in de Ulster Grand Prix, waarmee hij tevens de laatste MZ-overwinning op zijn naam schreef. In 1972 reed hij zijn enige GP in de 500 cc-race van de Isle of Man TT voor Matchless, waarin hij niet aan de finish kwam.

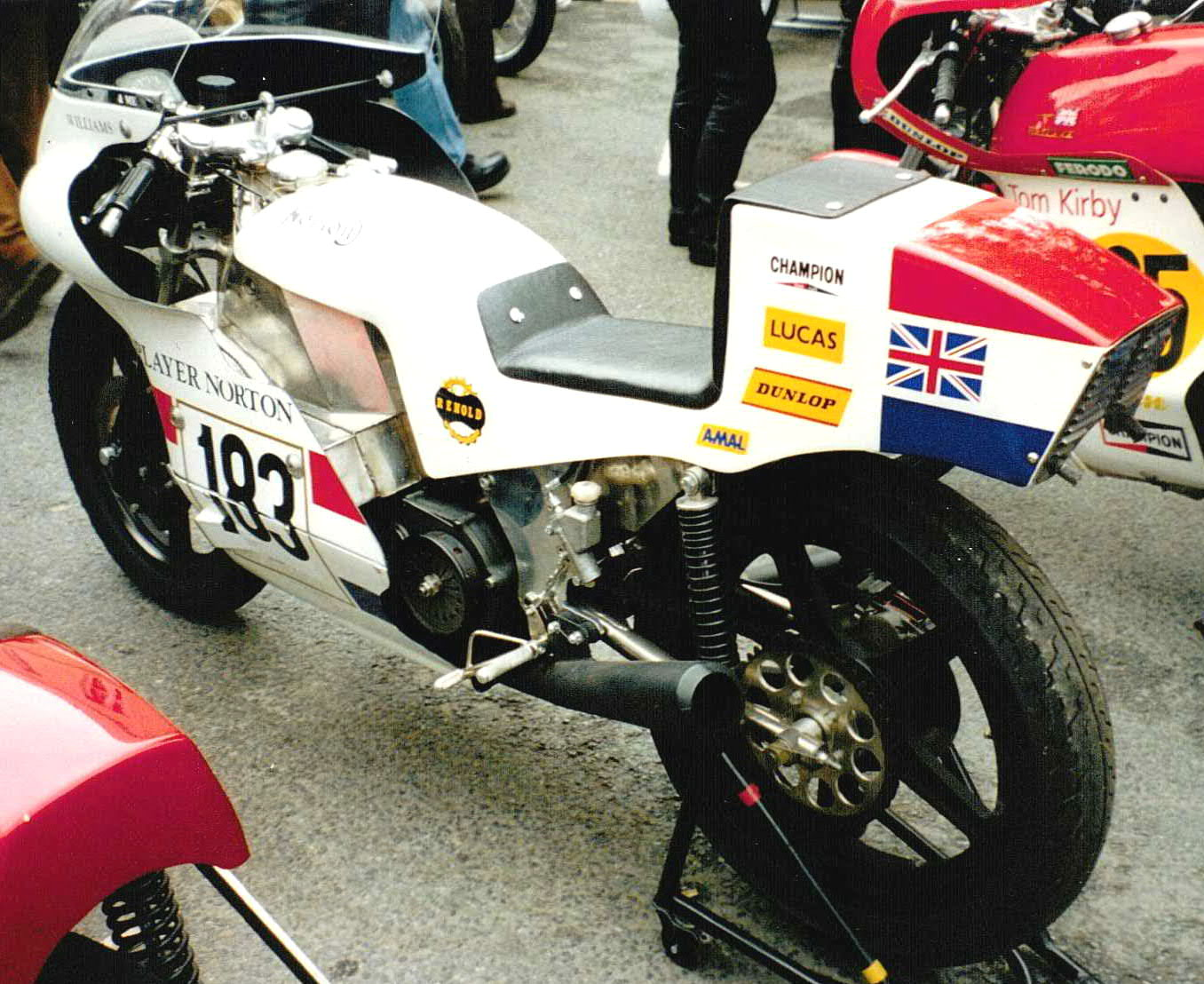
De John Player Norton 750 van uit 1973, tentoongesteld op het Isle of Man in 1999.

In 1973 won Williams de Formula 750 TT-race van de Isle of Man TT en reed hij zijn laatste Grand Prix in de 500 cc-race van dit evenement, waarin hij tweede werd. Op 26 augustus 1974 raakte hij zwaar geblesseerd tijdens een ongeluk op Oulton Park, waardoor hij zijn carrière als motorcoureur moest beëindigen.
Gedurende de jaren '70 gaf Williams open lezingen op diverse universiteiten. Later in dat decennium opende hij een Kawasaki-dealer in Southampton. Op latere leeftijd was hij betrokken bij de ontwikkeling van een superbike van Lotus Cars en een elektrische motorfiets, die in 2009 zou debuteren tijdens de TTXGP Zero Emissions-race in de Isle of Man TT.
Op 20 december 2020 overleed Williams op 81-jarige leeftijd na een lang ziekbed.